# Manuel Joaquim
Pour les articles homonymes, voir Joachim.
Manuel Joachim, né le 5 avril 1954 à Boulogne-Billancourt et mort le 5 janvier 2006 à Paris, est un journaliste français.

## Biographie
Grand reporter pour la chaîne TF1, il a reçu avec Catherine Jentile, le prix Albert-Londres en 1998 pour le document « Chronique d’une tempête annoncée »,, tourné à Gaza et diffusé le 22 novembre 1997 dans l’émission REPORTAGES.
Il est père de quatre enfants, dont deux fils qu'il a adoptés avec la journaliste Françoise Laborde sa compagne d'alors.
Il meurt le 5 janvier 2006 à l'âge de 51 ans d'un cancer.